# 2016 (album)
2016 je dvostruki studijski album grupe Crvena jabuka. Album sadrži 2 CD-a (prvi sadrži 13 pjesama, a drugi 12 pjesama) od kojih su hitovi Dolly Bell (čiji je naslov preuzet iz filma Sjećaš li se Dolly Bell), Minka, Lubenice, Ode Žera u mornare, Mala moja Dalmatinko i Men' se čini .
Ovim albumom i godinu dana ranije održanoj turneji, obilježili su 30. godišnjicu grupe.

## O albumu
U stvaranju ovog albuma sudjelovali su Antonija Šola, Zlatan Fazlić, Branimir Mihaljević i dr. Snimljeno je tijekom 2015./16. godine u Zagrebu. Objavio ju je u lipnju 2016. Croatia Records.
Album su pratili spotovi za pjesme Dolly Bell, Minka, Mala moja Dalmatinko i Men' se čini .